# Adam Hartman
Adam Hartman (23. března 1589 Týn nad Vltavou – mezi lety 1647 a 1655?) byl kněz a kazatel Jednoty bratrské, spisovatel, překladatel a blízký spolupracovník J. A. Komenského.

## Život
V roce 1612 studoval na bratrském gymnáziu v Ivančicích a v roce 1613 byl na synodu v Horních Dunajovicích ordinován na jáhna. Na jaře 1614 odešel studovat do Brém, kde v roce 1615 dvakrát disputoval. V letech 1618–20 působil jako pomocník biskupa Matěje Cyruse při Betlémské kapli v Praze a pravděpodobně také vyučoval na bratrské škole, zřízené při betlémském sboru v Nazaretské koleji.
Po bitvě na Bílé hoře byl vykázán ze země a usadil se v Toruni, kde se stal správcem českého exulantského sboru. V říjnu 1632 byl na synodu v Lešně zvolen do úzké rady Jednoty bratrské a byla mu svěřena péče o bohoslovecký dorost. V roce 1634 zastupoval spolu Komenským zájmy českomoravské větve Jednoty bratrské při jednání s malopolskou a litevskou reformovanou církví ve Włodawě. Na žádost polského šlechtice Krzysztofa Radziwiłła působil jeden rok (1635) jako inspektor škol v Kojdanavě v Bělorusku, kde prosazoval Komenského výukové metody. V posledních letech života byl znovu doložen jeho pobyt v Toruni. Úzce spolupracoval s Janem Amosem Komenským, který u něj během svého pobytu v Toruni (1645) bydlel.
Syn Adama Hartmana, Adam Samuel Hartmann, byl rovněž spolupracovníkem  J. A. Komenského.

## Dílo

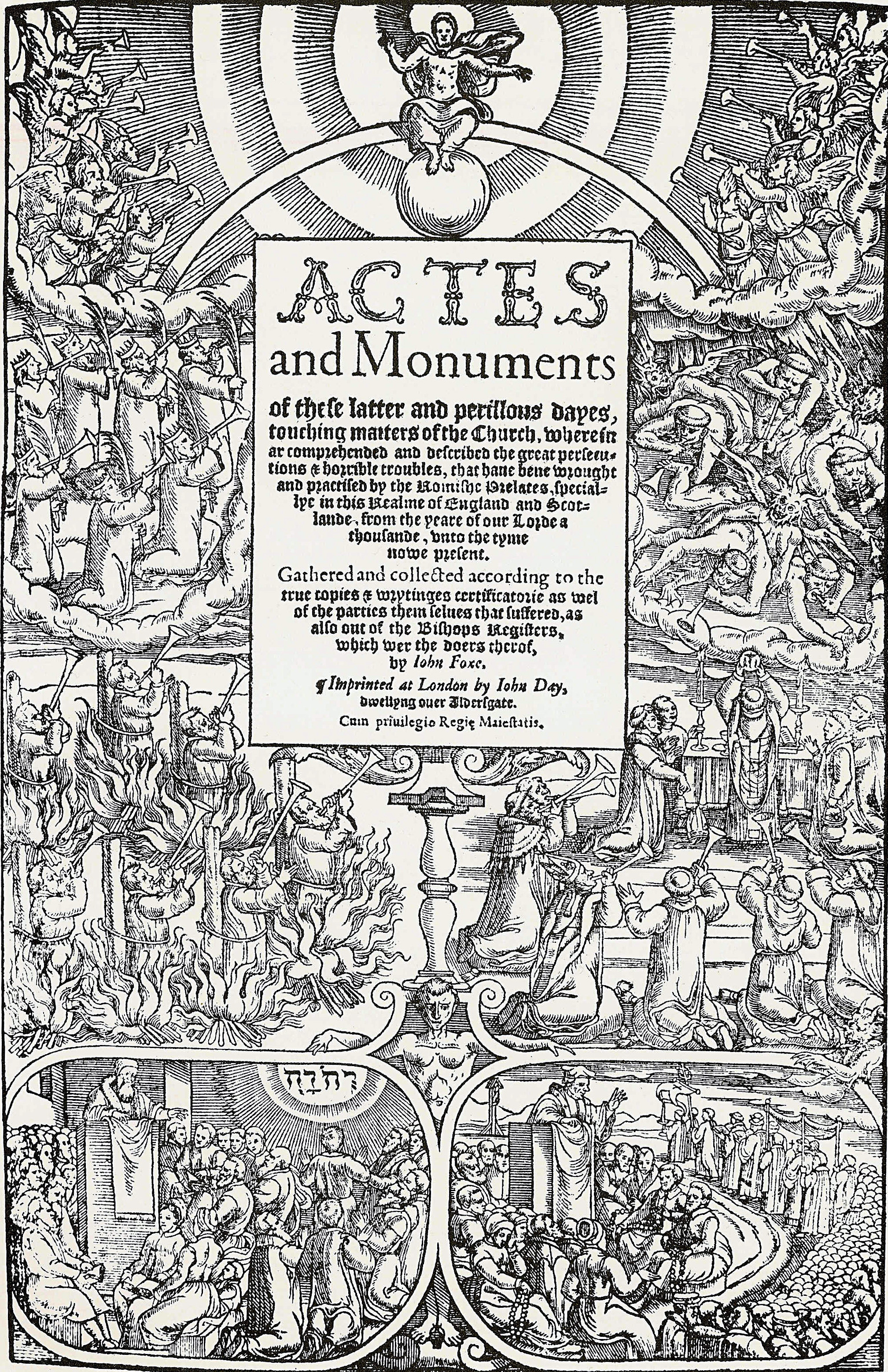
Book of Martyrs Johna Foxe z roku 1563

- Z latiny do češtiny přeložil spis pod názvem: Hystoria O Protiwenstwjch Cýrkwe Czeské, hned od počátku gegjho na Wjru Křesťanskau obrácenj, w Létu Páně 894, až do Léta 1632, za panowánj Ferdynanda druhého. S připogenjm Hystorye o Persekucý Waldenským. Tento český překlad byl poprvé vydán v roce 1655 v Lešně,[4] ale jeho vydání se Hartman nedožil.
- Hartman byl pověřen, aby spolu s  knězem Janem Joramem dokončili přípravu systematicko-teologického díla Loci communes, jež mělo v úplnosti zachycovat věrouku jednoty bratrské a které rozpracoval již bratrský biskup v Mladé Boleslavi Matouš Konečný († 1622). Není známo, zda se dílo podařilo dokončit, žádná z jeho částí se nedochovala. Je pravděpodobné, že rukopis byl zničen při požáru Lešna v roce 1656.[1]

- Spolu s Janem Amosem Komenským se Hartman podílel na přípravě latinského vydání spisu Historia o těžkých protivenstvích církve české, které bylo zprvu zamýšleno jako samostatná kapitola k připravovanému vydání anglického díla Book of Martyrs od Johna Foxe. O záměru přidat české mučedníky (včetně pobělohorských) do Foxova Martyrologia je zmínka i v závěru bratrského spisu Historia... Pro oběti třicetileté války v exilu vznikaly sbírky v Anglii, Švýcarsku, Nizozemsku a v celém evangelickém světě. Jednota bratrská byla vybídnuta, aby takovýto text vytvořila a zároveň popsala svůj současný stav. Tím by dodala váhu svým případným žádostem o finanční podporu. Dílo Johna Foxe vyšlo v roce 1647 bez české kapitoly,[1] ta vyšla jako samostatná latinsky psaná kniha Historia persecutionum ecclesiae Bohemicae v  letech 1647 a 1648.[5]

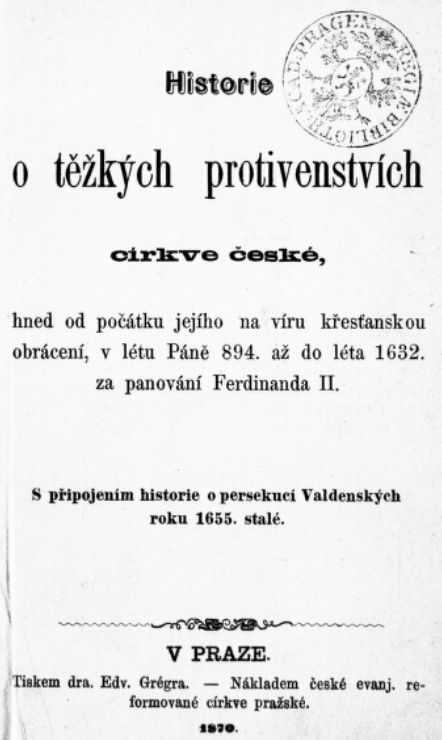

### Autorství dílaHistorie o těžkých protivenstvích
V Biografickém slovníku českých zemí je autorství tohoto díla připisováno Adamovi Hartmanovi, V jiných zdrojích je autorství připisováno Komenskému – a je tomu tak i v 21. století. Materiál k publikaci shromáždil a písemně v latině zpracoval Adam Hartman. Komenský tyto podklady doplnil a uspořádal. Latinská Historia persecutionum ecclesiae Bohemicae byla úspěšná a přeložena byla do němčiny, francouzštiny, angličtiny a český překlad vyšel až po smrti Adama Hartmana. České překlady jsou z let 1655, 1663, 1756 (Žitava) a 1844 (Dolní Slezsko).  Kniha informuje o pronásledování českých stoupenců církevních reforem a reformace od počátků křesťanství v našich zemích; důraz byl položen právě na pobělohorské období. Při popisu nejstaršího období byla použita práce Jana Jafeta (asi 1550–1614), historika Jednoty bratrské. Kniha byla psána i dle osobních svědectví exulantů a v jejím úvodu je vysvětleno, proč vznikla. Za zmínku stojí i fakt, že v roce 1630 se v Polsku nacházelo kolem 1700 českobratrských exulantů a mezi nimi bylo 38 kněží. V následujících letech se zde počet vyhnanců z českých zemí podstatně zvýšil.